# أرباط
أرباط هي قرية في مقاطعة ميانة، إيران. عدد سكان هذه القرية هو 1,744 في سنة 2006.